# Priolepis kappa
Priolepis kappa és una espècie de peix de la família dels gòbids i de l'ordre dels perciformes.

## Morfologia
Els mascles poden assolir els 2,6 cm de longitud total.

## Distribució geogràfica
Es troba des de les Illes Comores fins a Taiwan, Fidji, Tonga i les Illes Loyauté.